# Shidler (Oklahoma)
Shidler es una ciudad ubicada en el condado de Osage, Oklahoma, Estados Unidos. Según el censo de 2020, tiene una población de 328 habitantes.

## Geografía
La localidad está ubicada en las coordenadas 36°46′50″N 96°39′36″O / 36.78056, -96.66000 (36.780521, -96.659952).

## Demografía
Según la Oficina del Censo, en 2000 los ingresos medios de los hogares de la localidad eran de $29,732 y los ingresos medios de las familias eran de $35,156. Los hombres tenían unos ingresos medios de $31,932 frente a $17,143 para las mujeres. Los ingresos per cápita eran de $16,245. Alrededor del 15.9% de la población estaba por debajo del umbral de pobreza.
De acuerdo con la estimación 2016-2020 de la Oficina del Censo, los ingresos medios de los hogares de la localidad son de $58,688 y los ingresos medios de las familias eran de $61,250. Alrededor del 12.1% de la población está por debajo del umbral de pobreza.